# Salses-le-Château
Salses-le-Château (în catalană Salses) este o comună în departamentul Pyrénées-Orientales din sudul Franței. În 2009 avea o populație de 3.052 de locuitori.

## Evoluția populației
| An        | 1975  | 1982  | 1990  | 1999  | 2006  | 2009  |
| --------- | ----- | ----- | ----- | ----- | ----- | ----- |
| Populație | 2.053 | 2.098 | 2.422 | 2.513 | 2.781 | 3.052 |